# 튤립 시대
튤립 시대(1718년 7월 21일 ~ 1730년 9월 28일)는 오스만 역사의 한 기간이다.
아흐메트 3세의 재상(宰相) 이브라힘 파샤(재위 1718~1730)는 대외 융화정책을 취하여 프랑스나 오스트리아의 궁정과 사절을 교환하여 서방 문물의 도입에 노력했다. 그 결과 호전적인 상무(尙武) 기풍은 쇠퇴하고 서구 취미의 우아한 문화가 보급되어, 당시 수입되어 크게 유행한 튤립에 비유하여 시대의 이름이 붙여졌다. 이 시대에 서구의 기술이나 학문도 왕성하게 이입(移入)되어, 신(新)지식계급의 성립을 보았다.